# Noeline Swinton
Noeline Swinton (verheiratete Horne; * 1933) ist eine ehemalige neuseeländische Hochspringerin.
Bei den British Empire Games 1950 in Auckland gewann sie mit 1,55 m Bronze. Vier Jahre später wurde sie bei den British Empire and Commonwealth Games 1954 in Vancouver mit derselben Höhe Fünfte und schied über 100 Yards im Vorlauf aus.